# Францисканцы

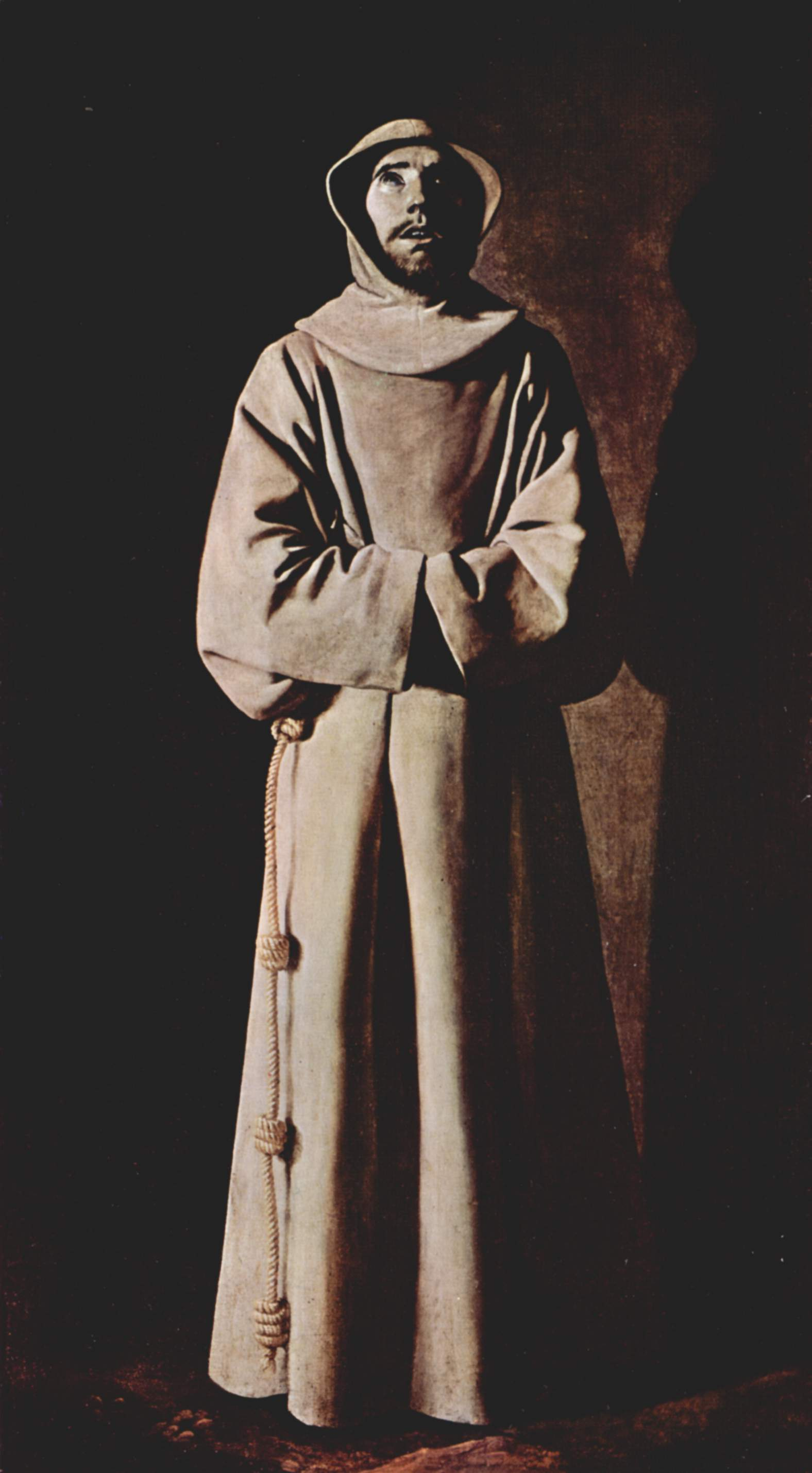
Святой Франциск Ассизский на картине Ф. де Сурбарана

Франциска́нцы (лат. Ordo Fratrum Minorum; «минориты», «меньшие братья», разг. «кордельеры (верёвочники)», «серые братья», «босоногие», «братья») — католический нищенствующий монашеский орден, основан святым Франциском Ассизским близ Сполето в 1208 году с целью проповеди в народе апостольской бедности, аскетизма, любви к ближнему.

## История
Датой основания ордена принято считать момент устного утверждения устава папой Иннокентием III в 1209 году. В 1223 году папа Гонорий III письменно утвердил устав ордена в булле Solet annuere. Основанием ордена францисканцев было положено начало нищенствующим орденам.
В ранний период францисканцы были известны в Англии как «серые братья» (по цвету их облачения), во Франции как «кордельеры» (из-за того, что они опоясывались верёвкой), в Германии как «босоногие» (из-за их сандалий, которые они носили на босу ногу), в Италии как «братья».
Устав ордена предписывал совершенную бедность, проповедь, уход за больными телесно и душевно, строгое послушание папе римскому. Францисканцы были соперниками и во многих догматических вопросах противниками доминиканцев. Как духовники государей XIII—XVI веков, пользовались большим влиянием и в светских делах, пока не были вытеснены иезуитами. Наряду с доминиканцами францисканцы осуществляли функции инквизиции, которая была основана в XIII веке. Францисканцам была поручена инквизиция в Венесене, Провансе, Форкальке, Арле, Э, Эмбрене, центральной Италии, Далмации и Богемии.

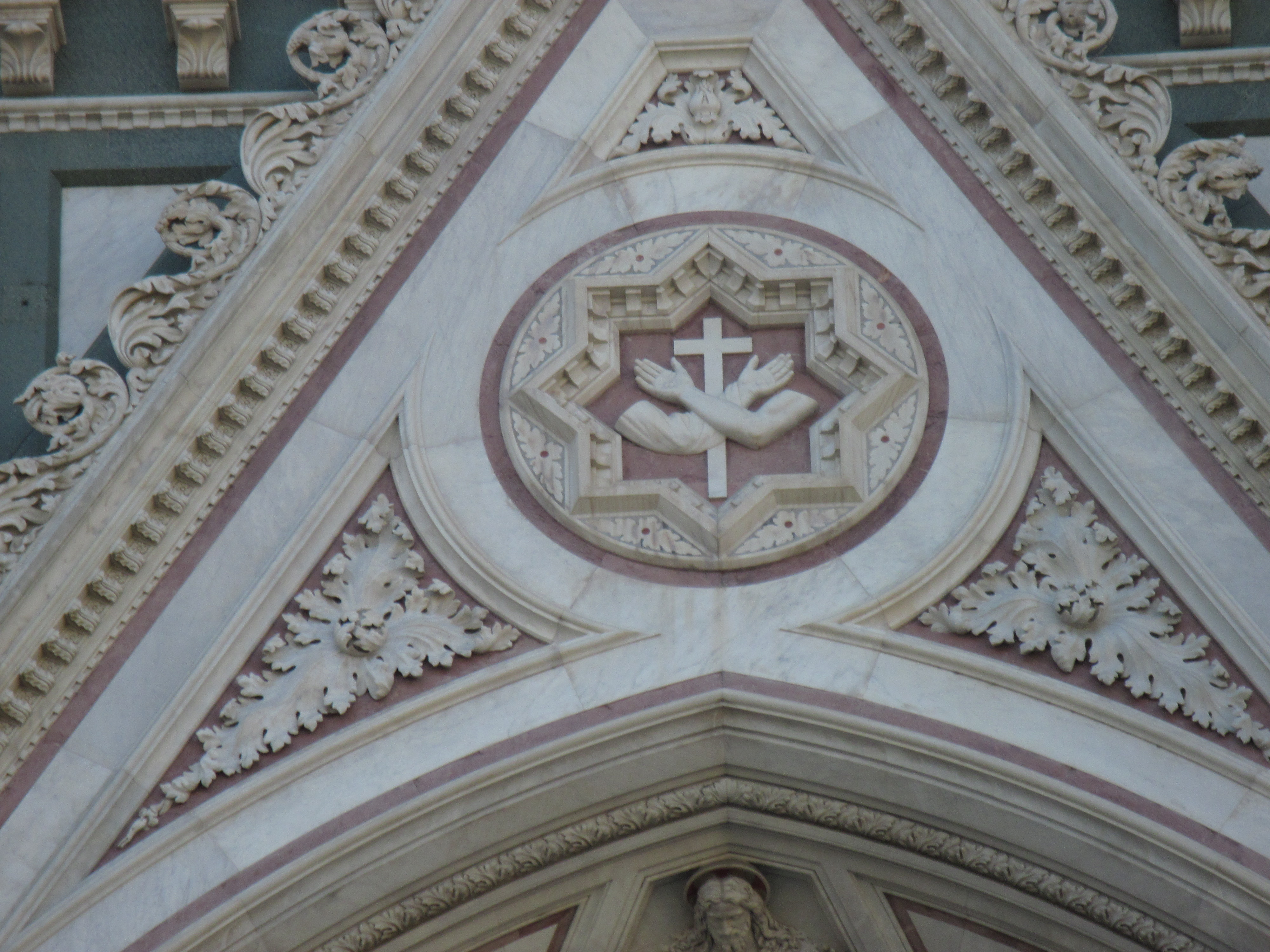
Францисканский символ на фасаде базилики Санта-Кроче (Флоренция)

В 1256 году папство предоставило францисканцам право преподавать в университетах. Они создали свою систему богословского образования, породив целую плеяду мыслителей Средневековья и Ренессанса. В период Нового времени францисканцы активно занимались миссионерской и исследовательской деятельностью, работая в испанских владениях в Новом Свете и странах Востока. Сведения о деятельности францисканцев в Пруссии сохранились в Анналах прусских миноритов.
В XVIII веке у ордена было 1 700 монастырей и около 25 000 монахов. Во многих европейских государствах в период Великой французской революции и буржуазных революций XIX века орден в числе других был ликвидирован; к концу XIX века восстановлен (сначала в Испании и Италии, затем во Франции и других странах). В настоящее время орден со своими ответвлениями насчитывает около 30000 монахов и несколько сотен тысяч мирян-терциариев: в Италии, Испании, Франции, ФРГ, США, Турции, Бразилии, Парагвае и других странах. Францисканцы контролируют ряд университетов, колледжей, имеют свои издательства.

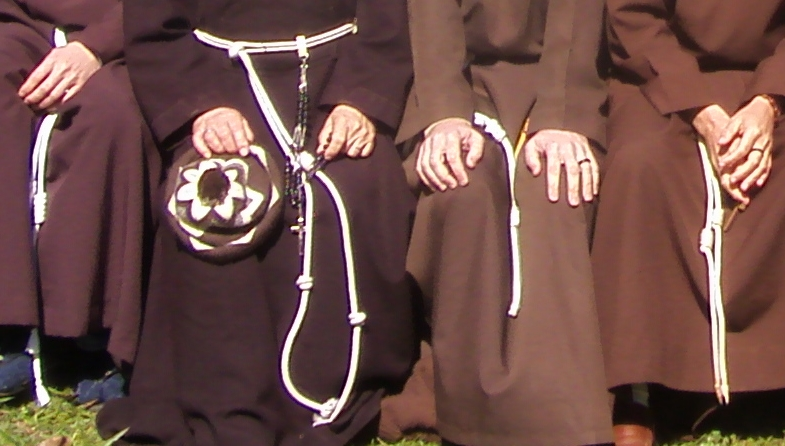
«Францисканские» узлы на верёвочных поясах-«дисциплинах» францисканских монахов; утяжеляющие узлы на конце верёвки служат для причинения большей боли наказанному при казни

Орденское одеяние — тёмно-коричневая шерстяная ряса, подпоясанная верёвкой с «францисканскими» узлами, к которой привязаны чётки, круглый короткий клобук и сандалии.

## Ветви францисканского ордена

### Орден меньших братьев
Святой Франциск Ассизский, будучи монахом, основал мужской орден и назвал его Орден меньших братьев.
В настоящее время существуют 3 ветви внутри Первого (мужского) францисканского ордена:
- Орден меньших братьев O.F.M. (итал. Ordo Fratrum Minorum), также называемых обсервантами (тот, кто строго исполняет Устав) ;
- Орден меньших братьев конвентуальных O.F.M.Conv. (итал. Ordo Fratrum Minorum Conventualium) или братья общины;
- Орден меньших братьев капуцинов O.F.M.Cap. (итал. Ordo Fratrum Minorum Capucinorum), (1525) или капюшонники.

В 2016 году Орден меньших братьев насчитывал 13 513 монахов, Орден меньших братьев конвентуальных — 4 225, Орден меньших братьев капуцинов — 10 572. Общее число францисканцев в настоящее время, таким образом, составляет около 28 000 человек.
В 1517 году папа Лев X официально признал существование в самом францисканском ордене двух независимых групп, получивших название братьев-миноритов строгого соблюдения правила (францисканцы-«обсерванты» (бернардинцы) и братьев-миноритов конвентуалов.
Орден капуцинов основан в 1525 году Матвеем Басси как реформистское течение внутри ордена миноритов-обсервантов. Был признан самостоятельным орденом папой Климентом VII в 1528 году.
В конце XIX века папа Лев XIII объединил все группы обсервантов в один Орден меньших братьев. Объединение по имени папы получило название Леонианская уния.

### Орден Святой Клары
Католический женский монашеский орден, основанный католической Святой Кларой Ассизской. Считается, что св. Франциск Ассизский сам благословил св. Клариссу в монахини. Используются названия: клариссы (итал. Clarisse) , клариссинки, бедные женщины, миноритки. Официальное название Орден Святой Клары (лат. Ordo sanctae Clarae, OSC).
Второй (женский) орден святого Франциска называется Орденом бедных кларисс, основан в 1224 году святой Кларой, сподвижницей святого Франциска.

### Францисканский Орден мирян
Третий орден святого Франциска (терциарии) учреждён святым Франциском около 1221, получил в 1401 году собственный устав и название Третьего ордена устава святого Франциска. Помимо терциариев, руководствующихся этим уставом, существует значительное число терциариев, живущих в миру и именующихся Третьим орденом мирян святого Франциска (устав впервые дан в XIII веке, современный орден составлен в 1978 году). Ими были, например, Данте, король Людовик IX Святой, Микеланджело.

## Известные францисканцы
- Св. Франциск Ассизский (1181/1182—1226) — основатель ордена
- Иоанн де Плано Карпини (ок. 1182—1252) — путешественник, первый из европейцев посетивший Монгольскую империю
- Св. Антоний Падуанский (1195—1231)
- Роджер Бэкон (ок. 1214 — после 1294) — английский философ и естествоиспытатель
- Св. Бертольд Регенсбургский (ок. 1220—1272)
- Св. Бонавентура (1221—1274) — генерал ордена, богослов
- Гийом де Рубрук (1220—1293) — миссионер, путешественник
- Якопоне да Тоди (1230—1306) — итальянский поэт, автор гимна Stabat Mater
- Раймунд Луллий (1235—1315) — каталанский писатель
- Александр Гэльский — парижский профессор
- Джованни Монтекорвино (1246—1328) — первый архиепископ пекинский
- Блаженный Дунс Скот (1265—1308) — философ-схоластик
- Вильгельм Оккам (1280—1347) — философ-схоластик
- Одорико Порденоне (1286—1331) — путешественник по Индии, Индонезии и Китаю
- Франческо Петрарка (1304—1374) — итальянский поэт
- Бертольд Шварц (XIV в.), считающийся изобретателем пороха
- Св. Бернардин Сиенский (1380—1444) — миссионер, проповедник
- Варфоломей Пизанский (XV в.) — автор Liber conformitatum sancti Francisci cum Christo, изд. в Венеции in folio, входящей в число редчайших инкунабул
- папа Сикст IV (1414—1484) — теолог
- Франсуа Рабле (1494—1553) — французский писатель, перешедший в бенедиктинский орден из-за враждебного отношения францисканцев к изучению греческого языка
- Бернардино де Саагун — автор «Всеобщей истории о делах Новой Испании», первой всеобъемлющей энциклопедией культуры ацтеков
- папа римский Сикст V
- папа римский Климент XIV
- Иоанн Капистранский (1386—1456) — святой, проповедник крестового похода против еретиков и турок
- Педро де Сьеса де Леон (1520—1554) — священник, описавший завоевание Южной Америки и привёзший в Европу картофель
- Бернардино де Карденас (1562—1668) — епископ и губернатор Парагвая, исследователь истории и обычаев индейцев Центральных Анд
- Блаженный Сеферино (1861—1936) — официальный покровитель цыган
- Максимилиан Мария Кольбе (1894—1941), польский священник-францисканец и мученик, погибший в Освенциме в 1941 году, добровольно пошедший на смерть ради спасения другого человека
- Антонио Сьюдад-Реаль (1551—1617) — испанский миссионер и лингвист, составитель шеститомного словаря языка майя
- Св. Падре Пио (1887—1968) — монах-капуцин, стигматик
- Богуслав Матей Черногорский (1684—1742) — чешский композитор и органист
- Ференц Лист (1811—1886) — венгерский композитор, пианист и музыкальный критик

### Францисканцы в литературе
- брат Вильгельм Баскервильский — главный герой романа «Имя розы» Умберто Эко
- брат Тук — друг и сподвижник Робина Гуда
- отец Луис Веласко — один из двух главных героев романа «Самурай» Сюсаку Эндо
- брат Лоренцо — монах веронского монастыря Сен Дзено, один из героев трагедии Шекспира «Ромео и Джульетта», а также новелл Банделло и да Порто

### Францисканцы в музыкальном искусстве
- Антонио Вивальди, венецианский аббат-минорит, композитор, педагог, скрипач
- Антонио Мартин-и-Коль, главный органист Королевского собора Святого Франциска Великого в Мадриде, композитор, собиратель органной музыки

### Францисканцы в изобразительном искусстве
- Цикл фресок Джотто из жизни св. Франциска, (1300—1304) базилика Св. Франциска в Ассизи
- Изображения св. Франциска работы Эль Греко — не портретные, а скорее собирательные образы

### Францисканцы в кинематографе
«Франциск» (итал. Francesco) — биографическая драма о жизни святого Франциска Ассизского. Фильм основан на произведении Германа Гессе Franz von Assisi (1904), впервые экранизированном Лилианой Кавани в 1966 году. В 1989 режиссёр снова возвращается к теме жизни святого. Франциска Ассизского сыграл американский актёр Микки Рурк.